# Torques (collar)

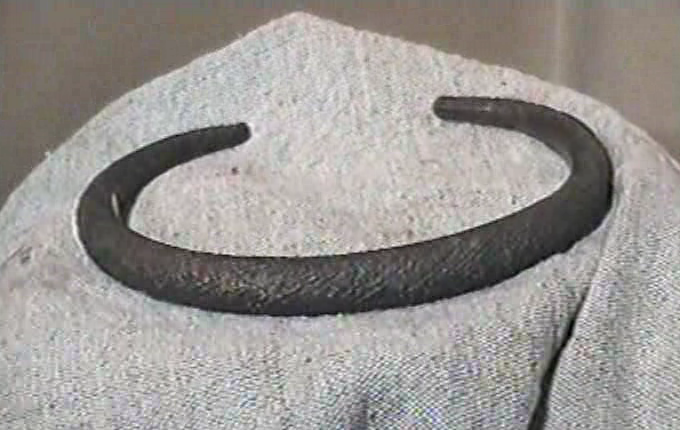
Torques de la edad de bronce, descubierta en Ucrania

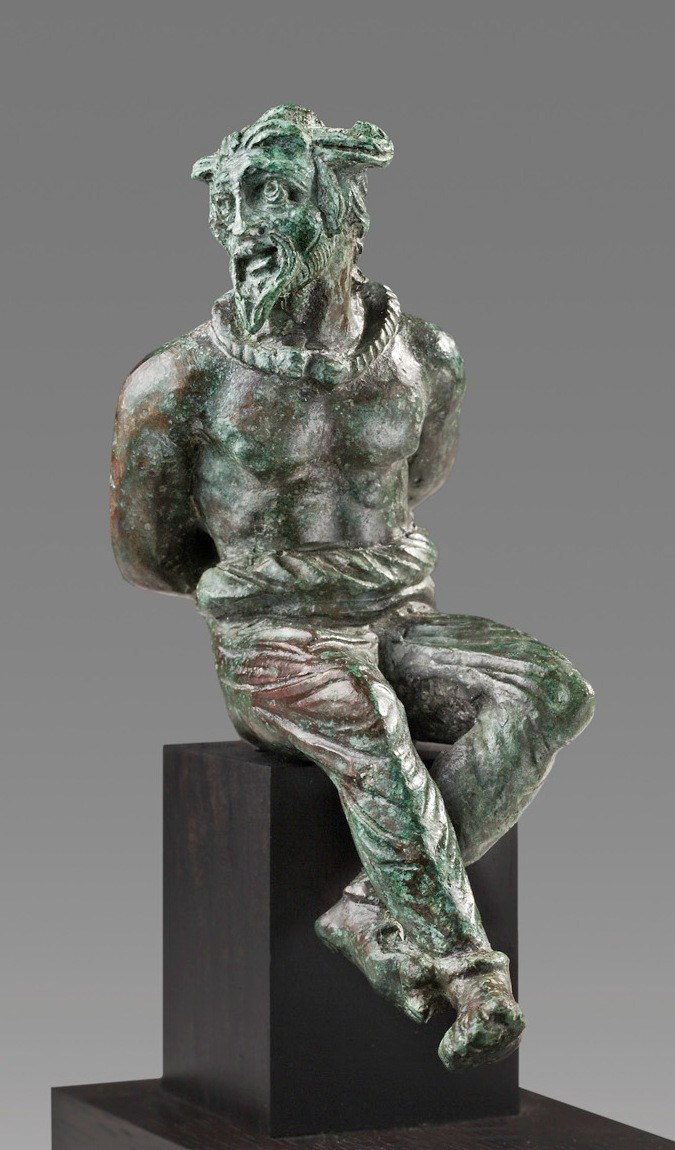
Celta Cautivo, detalle de la torques

Una torques o un torques, también escrito como torq o torc (del latín torqueo, torcer, debido a la forma torcida del collar), es un collar rígido y redondo, que está abierto en la parte anterior, como una herradura circular. Típicamente, las dos puntas de la torque presentaban ornamentos esculpidos con esferas, cubos o formas zoomórficas y, con menor frecuencia, figuras humanas. El cuerpo del collar estaba normalmente, aunque no siempre, revestido. Aunque los más comunes eran los collares, existían también pulseras de esta forma. Las torques estaban hechas de cuerdas de metal entrelazado, normalmente oro, bronce o cobre, y en muy pocos casos plata. 
Es importante notar que debido a que torc significa jabalí en irlandés antiguo, similar al galo torcos, se puede establecer una relación con el valor sagrado del animal en la mitología celta. Esto haría pensar en alguna clase de equivalencia entre el collar y el símbolo animal para muerte y resurrección.

## Torques históricas
Las torques eran usadas por varios pueblos de la Edad de bronce, desde 1000 a. C., hasta alrededor del año 300 d. C., incluidos los gálatas (o celtas de Anatolia), varias tribus germánicas de Escitia y los persas. Sin embargo, es ampliamente conocido como un collar típicamente céltico, de la época de La Tène, llevado sobre todo por britanos, galos, celtíberos y galaicos. 
Una de las representaciones más tempranas conocidas de una torques se encuentra en el Guerrero de Hirschlanden, una estatua itifálica de un guerrero desnudo hecho de arenisca, la más antigua representación antropomórfica de tamaño natural de la Edad de Hierro hallada al norte de los Alpes. Es una obra de la cultura de Hallstatt en la Edad de Hierro temprana (800-475 a. C.) y se puede ver en el Württembergisches Landesmuseum en Stuttgart. 
Las representaciones de dioses y diosas en la mitología celta muestran frecuentemente el uso de torques. La famosa escultura del «Gálata moribundo», copia romana del original griego, muestra a un guerrero galo herido, desnudo salvo por la torques. Se han descubierto varios ejemplos en Gran Bretaña y el resto de Europa en estudios arqueológicos. Un ejemplo notable se encontró en el túmulo anglosajón de Sutton Hoo. 
Algunos autores piensan que las torques eran un ornamento femenino para las mujeres hasta el siglo IV a. C., cuando se volvió un atributo de guerreros. Sin embargo, la mayoría de los autores discrepan, argumentando que se utilizaban como signo de nobleza y de estado social alto: una decoración militar otorgada a los guerreros por sus hechos en batalla, así como un atributo divino, basado en que muchas representaciones de dioses celtas llevan una o más torques. Se han hallado imágenes del dios Cernunnos con una torques en el cuello, torques colgadas de su cornamenta o que mantiene en su mano, así como torques en las tumbas de príncipes celtas. 
Debido a que el cónsul romano Tito Manlio, después de desafiar a un galo a un combate y darle muerte, tomó su torques y la llevó siempre puesta, recibió el apodo Torquatus (el que lleva una torques). De esta forma los romanos adoptaron la torques como una decoración para soldados distinguidos y unidades de élite durante el período republicano romano.

## Torques en lapenínsula ibérica

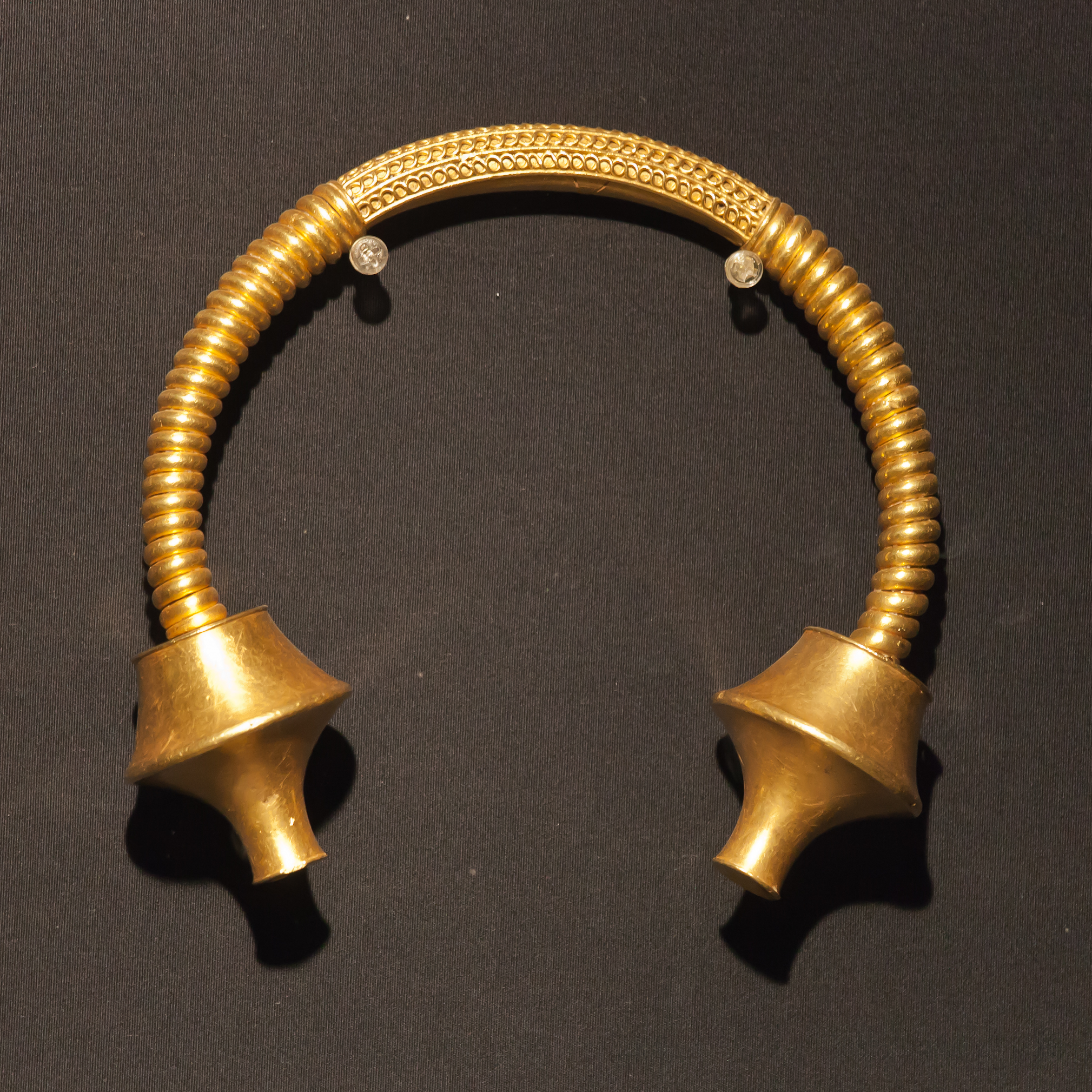
Torques de Burela, Galicia.

Las dos principales torques del Bronce Final encontradas en la península (y más concretamente en la actual Extremadura) pertenecen a sendos conjuntos de orfebrería en oro, llamados respectivamente Tesoro de Berzocana (Cáceres, 1964) y Tesoro de Sagrajas (Badajoz, 1970). Ambos están actualmente en el Museo Arqueológico Nacional de España, en Madrid.
También se han hallado piezas notables en Arguedas (Navarra), en una necrópolis celtíbera de la segunda Edad del Hierro (300 a. C.), que debido a las incineraciones del cuerpo se encontraron fragmentadas. Solo se encontró una en excelente estado, de bronce, con dos bolas achatadas en cada extremo.
Asimismo, son numerosas las torques encontradas en el noroeste peninsular, entre las que cabe destacar la conocida como Torques de Burela, una pieza de oro macizo perteneciente al tipo galaico, datada del siglo IV a. C. Procede de Chao do Castro, ayuntamiento de Burela (Lugo, Galicia), y perteneció a la Colección Blanco-Cicerón, de la que pasó a la Gil Varela. Las características de esta torques son las propias de este tipo: varilla de sección circular, alambres enrollados en los dos tercios extremos y remates troncocónicos y escocia. El tercio central tiene un buen trabajo de filigrana de un trisquel. Actualmente está expuesta en el Museo Provincial de Lugo. Mide 211 mm de diámetro y 65 mm de longitud de los remates, con un peso de 1.812 gramos de oro de buena calidad (23 quilates), peso muy por encima de la media que solían tener las torques celtas, unos 500 gramos, y es una de las joyas celtas más importantes del mundo.

## Significado de las torques
Hay varias interpretaciones acerca del significado de estas torques en la península ibérica:
- Étnica: Esta idea surge de los collares hallados en la zona galaica. Las diferentes tipologías de las piezas y sus hallazgos coinciden con los territorios de las distintas tribus, por lo que los estudios han revelado que puede ser que cada torque era una representación que identificaba la pertenencia del portador a las mismas.
- Política: Este punto es el más querido por los investigadores del tema. La torque identificaba la posesión de un poder político y militar, incluso también religioso; esta idea llega de la mano de que hay representaciones de divinidades con torques colgando del cuello, como, por ejemplo, la del famoso Cernunnos del caldero de Gundestrup.
- Social: Si poseían una torques podían estar identificando también una posición social más elevada que el resto. Como ya se dijo anteriormente podría ser un rango político y religioso, pero también económico, es decir, quien poseía una torques quería destacar con ello su poder económico, con ello se lleva de nuevo a decir que se puede hablar de una sociedad con rangos sociales y no igualitaria como se suele creer.
- Monetal: Tras comprobar los investigadores el peso de las torques y la observación de marcas que presentan, hay algunos autores especialistas en el tema que dicen que pudieron ser utilizadas como medida de cambio a modo de moneda; además con esto hay que decir que el peso de estos objetos es similar al de algunas antiguas monedas.

## Torques celtibéricas
Las torques son elementos de los más identificativos de las culturas célticas al igual que las romanas, como ya se ha dicho anteriormente. El origen de las torques es muy probablemente asirio, siguiendo a estos los persas, los cuales en estos collares fueron los primeros en hacer relieves.
Estas torques tienen una descripción sencilla, ya que son collares abiertos en la parte delantera, con una forma como si fuera la de una herradura, y suelen tener remates en ambos extremos. Podían tener diferentes representaciones, desde unas muy básicas hasta relieves de grandes animales, siendo verdaderas obras maestras.
Su material probablemente fuera en origen fibras vegetales hasta llegar a la Edad de Bronce, cuando comenzaron a elaborarlos con alambres los cuales eran retorcidos hasta formar la pieza. Las distintas formas de ejecución son las que determinan la tipología de las torques.
No se sabe la cronología exacta de estas yorques, puesto que la mayoría de ellas se han hallado sin contexto arqueológico al tratarse de tesoros enterrados de forma aislada, incluso a veces bajo el suelo de las cabañas. Pero se puede establecer de la mano de algunos autores que se puede estimar esta cronología en su origen en torno al siglo IV - siglo III a. C. llegando incluso hasta el siglo I d. C.
También se pueden encontrar representaciones de torques en piezas de metal encontradas en prospecciones y excavaciones, y se han hallado representaciones de torques en piedra, en terracotas y en pinturas cerámicas.
La mayoría de las torques halladas son de oro, el cual proviene en su mayoría de los ríos, aunque los análisis actuales de estas obras maestran impurezas de estaño, lo cual es típico en corrientes fluviales. La segunda área en la que aparecen torques es la de Extremadura-Duero, que se extiende hacia la meseta Norte especialmente, y por último, la tercera área sería en el Sureste, el Alto Guadalquivir.

## Torques modernas
El movimiento hippie de los 60 y 70 puso de nuevo de moda las torques, no sólo como collares y pulseras, sino también como anillos. Actualmente, las torques pulseras las usan tanto hombres como mujeres. Por otro lado, las torques se usan popularmente como perforación corporal en las orejas, pezones, ombligos y otras partes del cuerpo. 
La torques también es el símbolo del Saoi, honor más alto de la Aosdána, la organización irlandesa de artistas, que puede otorgarse a cualquiera de sus miembros.
Algunos movimientos neopaganos europeos, como la wicca celta, el neodruidismo y el ásatrú han recuperado viejas tradiciones y costumbres en el uso de torques y otros complementos decorativos.